# Pointe-Noire
Pointe-Noire, anche nota in italiano come Punta Nera, è una città della Repubblica del Congo, che amministrativamente è un comune autonomo equiparato a un distretto. È la seconda città più popolosa della Repubblica del Congo ed è considerata la capitale economica del Paese, con una popolazione di 1.398.812 abitanti secondo il censimento nazionale ufficiale. Situata sulla costa atlantica è il porto principale del paese e il capoluogo della regione di Kouilou.

## Storia
La città fu fondata nel 1921 ed era destinata ad essere uno dei capolinea della ferrovia diretta a Brazzaville. Il porto di Pointe-Noire è stato costruito tra il 1934 e il 1939, anno in cui entrò in funzione, la sua importanza è ulteriormente cresciuta da quando è divenuto un terminal per petroliere vi si trovano infatti alcune raffinerie (Elf Aquitaine).

## Gemellaggi
La città è gemellata con la città francese di Le Havre e con quella statunitense di New Orleans.

## Amministrazione

### Gemellaggi
- Le Havre
- New Orleans